# Chasmocarcinus
Chasmocarcinus is een geslacht van kreeftachtigen uit de klasse van de Malacostraca (hogere kreeftachtigen).

## Soorten
- Chasmocarcinus arcuatus Coelho Filho & Coelho, 1998
- Chasmocarcinus chacei Felder & Rabalais, 1986
- Chasmocarcinus cylindricus Rathbun, 1901
- Chasmocarcinus ferrugineus Glassell, 1936
- Chasmocarcinus hirsutipes Coelho Filho & Coelho, 1998
- Chasmocarcinus latipes Rathbun, 1898
- Chasmocarcinus longipes Garth, 1940
- Chasmocarcinus meloi Coelho Filho & Coelho, 1998
- Chasmocarcinus mississipiensis Rathbun, 1931
- Chasmocarcinus obliquus Rathbun, 1898
- Chasmocarcinus peresi Rodrigues da Costa, 1968
- Chasmocarcinus rathbuni Bouvier, 1917
- Chasmocarcinus superbus (Boone, 1927)
- Chasmocarcinus typicus Rathbun, 1898